# The Alesha Show
The Alesha Show este cel de-al doilea album de studio al interpretei de origine britanică Alesha Dixon. Cântecele incluse pe album au fost compuse de Xenomania, Steve Booker, The Underdogs, Kuk Harrell, Stephen Lipson, Soulshock și Karlin. Materialul a fost lansat pe data de 24 noiembrie 2008 în Regatul Unit.
Discul a beneficiat de promovare și la nivel european, câștigând poziții de top 100 într-o serie de țări europene. The Alesha Show este primul album al artistei semnat cu numele său întreg, albumul anterior fiind lansat sub titulatura „Alesha”. De pe material au fost promovate trei extrase pe single, „The Boy Does Nothing”, „Breathe Slow” și „Let's Get Excited”. Discul va fi relansat într-o ediție specială intitulată The Alesha Show - The Encore, alături de înregistrarea „To Love Again”.

## Lista cântecelor
Ediția standard
1. „Welcome To The Alesha Show” (introducere) (Alesha Dixon, Marsha Ambrosius și Yann Mace) 0:26
2. „Let's Get Excited” (Alesha Dixon, Kuk Harrell, Sean Hall și Todd Herfindal) 3:18
3. „Breathe Slow” (Carsten Schack, Kenneth Karlin și Harold Lilly) 4:13
4. „Cinderella Shoe” (Miranda Cooper, Alesha Dixon, Brian Higgins, Carla-Marie Williams și Nick Coler) 2:41
5. „The Boy Does Nothing” (Miranda Cooper, Alesha Dixon, Brian Higgins & Carla-Marie Williams) 3:34
6. „Chasing Ghosts” (Alesha Dixon și Steve Brooker) 3:43
7. „Play Me” (Miranda Cooper, Alesha Dixon, Brian Higgins, Jon Shave, Toby Scott, Jason Rech și Kieran Jones) 3:36
8. „Hand It Over” (Alesha Dixon, Harvey Mason Jr., Warren Felder, James Fauntleroy II și F. Storm) 3:35
9. „Do You Know The Way It Feels” (Diane Warren și Steve Lipson) 4:04
10. „Can I Begin” (Alesha Dixon, A. Shuckburgh, Amanda Ghost și Ian Dench) 3:32
11. „Italians Do It Better” (Miranda Cooper, Alesha Dixon, Brian Higgins, Jason Resch, K. Jones și Tim Powell) 4:10
12. „Ooh Baby I Like It Like That” (Miranda Cooper, Alesha Dixon, Brian Higgins și S. Collinson) 3:45
13. „Don't Ever Let Me Go” (Miranda Cooper, Nick Coler, Alesha Dixon, Brian Higgins, Tim Powell, Angus Stone și Julia Stone) 3:44
14. „I'm Thru” (alături de „Mystery” — cântec ascuns) (Miranda Cooper, Brian Higgins, Matt Gray și Owen Parker/Miranda Cooper, Nick Coler, Alesha Dixon, Matt Gray, Brian Higgins și Tim Powell) 8:56
Varianta ediției speciale distribuite prin iTunes în Regatul Unit
15. „Welcome To The Alesha Show” (versiune extinsă) (Alesha Dixon, Marsha Ambrosius și Y. Mace) 3:18
16. „I Don't Wanna Mess Around” 3:47
17. „The Boy Does Nothing” (videoclip) 3:51
18. „The Boy Does Nothing” (realizarea videoclipului) 3:36
19. „Hello iTunes” 0:23 (videoclip)

Ediția specială - The Encore
Toate cel paisprezece înregistrări de pe versiunea standard, plus:
1. „To Love Again” (Alesha Dixon, Gary Barlow și John Shanks) 3:41
2. „Shake” (Alesha Dixon, Steve Booker și Paloma Faith)
3. „The Light” (Alesha Dixon, Brian Higgins, Miranda Cooper și Xenomania)
4. „All Out of Tune”

Note
- Compact discul The Alesha Show poate fi folosit pentru a descărca piesele „Welcome To The Alesha Show” și „I Don't Wanna Mess Around” și pentru a vizualiza realizarea videoclipului „The Boy Does Nothing”.
- Un cântec promoțional, „Colours of the Rainbow”, a fost disponibil spre a fi descărcat gratuit o perioadă de timp pe website-ul oficial al interpretei.

| \| Clasament \| Poziția maximă \| Referință \| \| -------------------- \| -------------- \| --------- \| \| Dutch Albums Chart \| 80 \| [3] \| \| Finnish Albums Chart \| 23 \| [3] \| \| French Albums Chart \| 39 \| [3] \| \| Irish Albums Chart \| 74 \| [3] \| \| Spain Albums Chart \| 23 \| [3] \| \| Swiss Albums Chart \| 69 \| [3] \| \| UK Albums Chart \| 11 \| [3] \| | - „The Boy Does Nothing”, primul disc single al materialului, a obținut clasări de top 10 în numeroase țări europene și a câștigat locul 1 în Cehia, Luxemburg și Macedonia. - „Breathe Slow”, cea de-a doua piesă promovată de pe album, a urcat până pe locul 3 în UK Singles Chart, devanind primul hit de top 3 al interpretei în țara sa natală. - Cântecul „Let's Get Excited” constituie cel de-al treilea extras pe single al discului The Alesha Show. Piesa a obținut locul 13 în Regatul Unit și s-a poziționat în top 10 în Croația și Macedonia. |           |
| Clasament | Poziția maximă | Referință |
| Dutch Albums Chart | 80 | [ 3 ]     |
| Finnish Albums Chart | 23 | [ 3 ]     |
| French Albums Chart | 39 | [ 3 ]     |
| Irish Albums Chart | 74 | [ 3 ]     |
| Spain Albums Chart | 23 | [ 3 ]     |
| Swiss Albums Chart | 69 | [ 3 ]     |
| UK Albums Chart | 11 | [ 3 ]     |